# Juventus Next Gen
Juventus Next Gen, anteriormente conhecida por Juventus Football Club B ou Juventus Football Club Sub-23, também conhecida simplesmente como Juve Netx Gen ou Juve NG, é um time de futebol italiano com sede na cidade de Turim, e atua como a equipe alternativa a Juventus principal. O clube manda seus jogos na estádio La Marmora-Pozzo, que fica em Biella, uma comuna (equivalente ao município no Brasil e em Portugal) a cerca de 80 km de Turim.
Fundada em 2018, compete na Serie C, a terceira divisão do sistema de ligas do futebol italiano. A equipe joga no mesmo sistema de liga profissional que sua equipe sênior, em vez de uma liga separada dedicada às equipes de base. No entanto, está impedida de disputar a mesma divisão que o time A - mesmo que conseguisse em algum momento o acesso à primeira divisão, não poderia disputá-la, tornando-a atualmente inelegível para promoção à Serie A. Entre seus feitos, a Juventus B venceu a Copa da Itália da Série C (em italiano: Coppa Italia Serie C), em 2019–20, depois de vencer o Ternana na final do torneio.

## História

### Origem
A Juventus B foi fundada em 3 de agosto de 2018, após a reintrodução dos times B no futebol italiano após mais de sessenta anos, e foi oficialmente admitida no campeonato da Serie C (terceira divisão italiana).

### 2018–19
Em 21 de agosto, o meio-campista italiano Luca Zanimacchia marcou o primeiro da história da equipe na vitória por 1–0 sobre o Cuneo na fase de grupos da Copa da Itália da Série C. O primeiro jogo da Juventus B na Serie C foi uma derrota fora de casa por 1–2 para o Alessandria, e na oportunidade, o italiano Claudio Zappa marcou o primeiro gol do time na liga. A Juventus B terminou sua primeira temporada na Serie C em 12º lugar com 42 pontos em 37 jogos, e foi eliminada na fase de grupos da Coppa Italia Serie C.

### 2019–20
Em 27 de junho de 2020, a Juventus B venceu o Ternana por 2–1 na final da Copa da Itália da Série C de 2019–20, levantando seu primeiro troféu em seu segundo ano como um clube profissional. Apesar de terminar em 10º na liga, a Juventus B ganhou acesso direto à terceira rodada dos play-offs de acesso para a Serie B graças à conquista da taça. Pelos play-offs da Serie C de 2019–20, depois da vitória sobre o Padova por 2–0, a Juventus B chegou à quarta rodada, onde ficou no empate por empatou por 2–2 com o Carrarese. Devido à melhor colocação do adversário na temporada regular, a Juventus B foi eliminada do play-offs.

### Mudança de nome
Em junho de 2022, o ex-meia-atacante Massimo Brambilla é anunciado como novo técnico do time, que passaria a se chamar Juventus Next Gen em agosto do mesmo ano e chega até a final da Copa da Itália da Série C, sendo derrotada pelo Vicenza por 5 a 3 no placar agregado. A equipe também não consegue vaga nos playoffs de acesso à Série B.
Na temporada seguinte, a Juventus Next Gen termina em sétimo lugar e se classifica para os playoffs , perdendo o acesso para a Carrarese, beneficiada pela melhor campanha que a equipe de Turim na fase inicial.

## Linha do tempo por temporadas
| Temporada por temporada da Juventus Football Club B     | Temporada por temporada da Juventus Football Club B | Temporada por temporada da Juventus Football Club B | Temporada por temporada da Juventus Football Club B | Temporada por temporada da Juventus Football Club B |
| Temporada                                               | Liga                                                | Liga                                                | Liga                                                | Coppa Italia Serie C                                |
| Temporada                                               | Nível                                               | Divisão                                             | Posição                                             | Coppa Italia Serie C                                |
| ------------------------------------------------------- | --------------------------------------------------- | --------------------------------------------------- | --------------------------------------------------- | --------------------------------------------------- |
| 2018–19                                                 | 3                                                   | Serie C                                             | 12º de 20                                           | Fase de grupos                                      |
| 2019–20                                                 | 3                                                   | Serie C                                             | 10º de 20                                           | Campeão                                             |
| 2020–21                                                 | 3                                                   | Serie C                                             | 10° de 20                                           | Cancelada                                           |
| 2021–22                                                 | 3                                                   | Serie C                                             | 8° de 20                                            | Oitavos-de-final                                    |
| 2022–23                                                 | 3                                                   | Serie C                                             | 13° de 20                                           | Vice-campeão                                        |
| 2023–24                                                 | 3                                                   | Serie C                                             | 7° de 20                                            | 16-avos de final                                    |
| 2024–25                                                 | 3                                                   | Serie C                                             | Em disputa                                          | Primeira fase                                       |
| \| Campeão Vice-campeão Terceiro lugar/semifinalista \| |                                                     |                                                     |                                                     |                                                     |
| Campeão Vice-campeão Terceiro lugar/semifinalista       |                                                     |                                                     |                                                     |                                                     |

## Elenco atual
- Atualizado até 20 de fevereiro de 2025.[18][19]

## Estrutura

### Estádio
Durante 6 temporadas, a Juventus Next Gen mandou seus jogos no estádio Giuseppe Moccagatta, localizado em Alexandria, dividindo o mesmo com o Alessandria, clube da cidade..
Em 2024, passou a atuar no estádio La Marmora-Pozzo, situado em Biella, juntamente com o time feminino da Vecchia Signora.

### Centro de treinamento
Os treinamentos são realizados no JTC (Juventus Training Center) de Vinovo; em algumas ocasiões, a Juventus B também compartilha o JTC de Continassa, em Turim, com a equipe principal bianconeri.

## Treinadores, presidentes e material esportivo
| - 2018–2019 Mauro Zironelli - 2019–2020 Fabio Pecchia - 2020 Andrea Pirlo - 2020-2022 Lamberto Zauli - 2022- Massimo Brambilla |

| - 2018– Andrea Agnelli |

| - 2018– Adidas |

## Títulos
| Nacionais                                     | Nacionais            | Nacionais | Nacionais  |
|                                               | Competição           | Títulos   | Temporadas |
| --------------------------------------------- | -------------------- | --------- | ---------- |
| Supercoppa italiana di pallavolo maschile.svg | Coppa Italia Serie C | 1         | 2019–20    |